# Люпко Марковський
Люпко Марковський (мак. Љупчо Марковски; нар. 24 лютого 1967, Скоп'є, СР Македонія) — югославський та македонський футболіст, центральний захисник, головний тренер ФК «Скоп'є». Отримав прізвисько Кальц від гравця «Гамбурга», який грав на тій же позиції, Манфреда Кальца, на якого й сам футболіст рівнявся.

## Клубна кар'єра
Вихованець «Вардару». Дорослу футбольну кар'єру розпочав 1985 року у «Вардарі». У сезоні 1992/93 років допоміг команді виграти Першу лігу Македонії. У 1993 році перейшов у болгарський ЦСКА (Софія), у футболці якого виступав до 1995 році. Потім повернувся до «Вардару», разом з яким двічі вигравав Кубок Македонії. Кар'єру футболіста завершив 1999 року.

## Кар'єра в збірній
З 1993 по 1998 рік зіграв 30 матчів у футболці національної збірної Македонії, в яких відзначився 1 голом.

## Кар'єра тренера
По завершенні кар'єри гравця після тривалої паузи розпочав тренерську діяльність. Спочатку допомагав тренувати національну збірну Македонії та ФК «Работнічкі». У 2009 році очолив ФК «Скоп'є». У 2014 році повернувся до «Вардару», де очолив молодіжну команду клубу. З 2017 року знову тренує «Скоп'є».

## Досягнення

### Як гравця
«Вардар»
- Перша ліга Македонії
  -  Чемпіон (1): 1992/93

- Кубок Македонії
  -  Володар (3): 1992/93, 1997/98, 1998/99
  -  Фіналіст (1): 1995/96

### Як тренера
«Работнічкі»
- Кубок Македонії
  -  Володар (1): 2008/09